# Herb Stalowej Woli
Herb Stalowej Woli – jeden z symboli miasta Stalowa Wola w postaci herbu zatwierdzony 18 stycznia 1991 roku. Po raz pierwszy herb został zatwierdzony w 1973 roku.

## Wygląd i symbolika
Herb przedstawia na polskiej tarczy herbowej dwudzielnej w słup dwa kominy stylizowane na literę „W”. Między kominami litera „S” okolona kołem zębatym. Pod nimi na białej szarfie napis „STALOWA WOLA”. Obramowanie tarczy, elementy herbu i napis w kolorze złotym. Pole heraldycznie prawe czerwone, lewe czarne.
Herb nawiązuje do tradycji przemysłowych, a w szczególności hutnictwa w Stalowej Woli.